# Bukinista

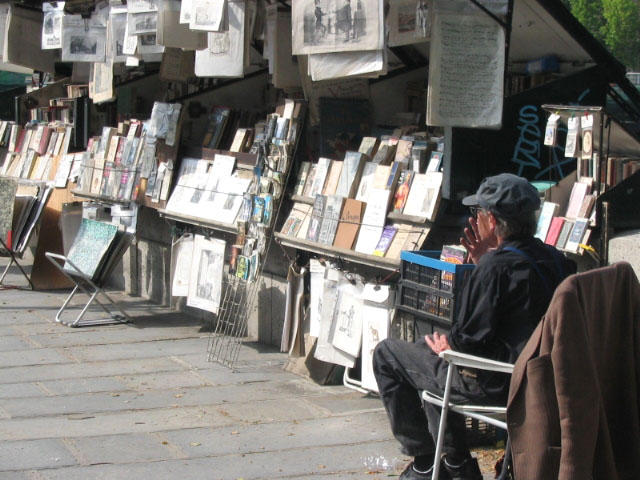
Bukinista se svým stánkem

Bukinista též bouquinista (z francouzského bouquiniste) je pouliční antikvář, který prodává staré knihy, pohlednice apod. v centru Paříže na obou březích řeky Seiny. Stánky bukinistů tvoří bedny tmavozelené barvy umístěné na zábradlí nad Seinou. Nacházejí se na nábřeží na pravém břehu od Pont Marie až k nábřeží Quai du Louvre a na levém břehu od Quai de la Tournelle po Quai Voltaire. 240 bukinistů provozuje 900 stánků, ve kterých se prodává zhruba 300 000 starých knih, pohlednic, známek, novin a časopisů.

## Historie
Tradice bukinistů začala během 16. století. Pod tlakem knihkupců byl v roce 1649 vydán zákaz přenosných stánků s knihami na Pont Neuf, které jim konkurovaly. Dalším důvodem byly obavy z černého trhu s knihami, které nepodléhaly cenzuře. V roce 1789 se termín bouquiniste poprvé objevil ve slovníku Francouzské akademie.
V roce 1859 město Paříž začalo vydávat bukinistům koncese na pevná prodejní místa. Každý měl právo na 10 metrů zábradlí na nábřeží za roční poplatek 26,35 franků a 25 franků za licenci. Otevírací doba byla stanovena od východu do západu slunce. V roce 1930 byly poprvé stanoveny přesné rozměry stánků. Podle městského nařízení z roku 1993 musejí mít stánky bukinistů jednotné rozměry. Uzavřená bedna musí mít délku 2 metry. Nad Seinu smí přesahovat 0,60 m a do ulice maximálně 0,35 m. Při otevření nesmí horní hrana krytu přesahovat výšku 2,10 m nad zemí. 

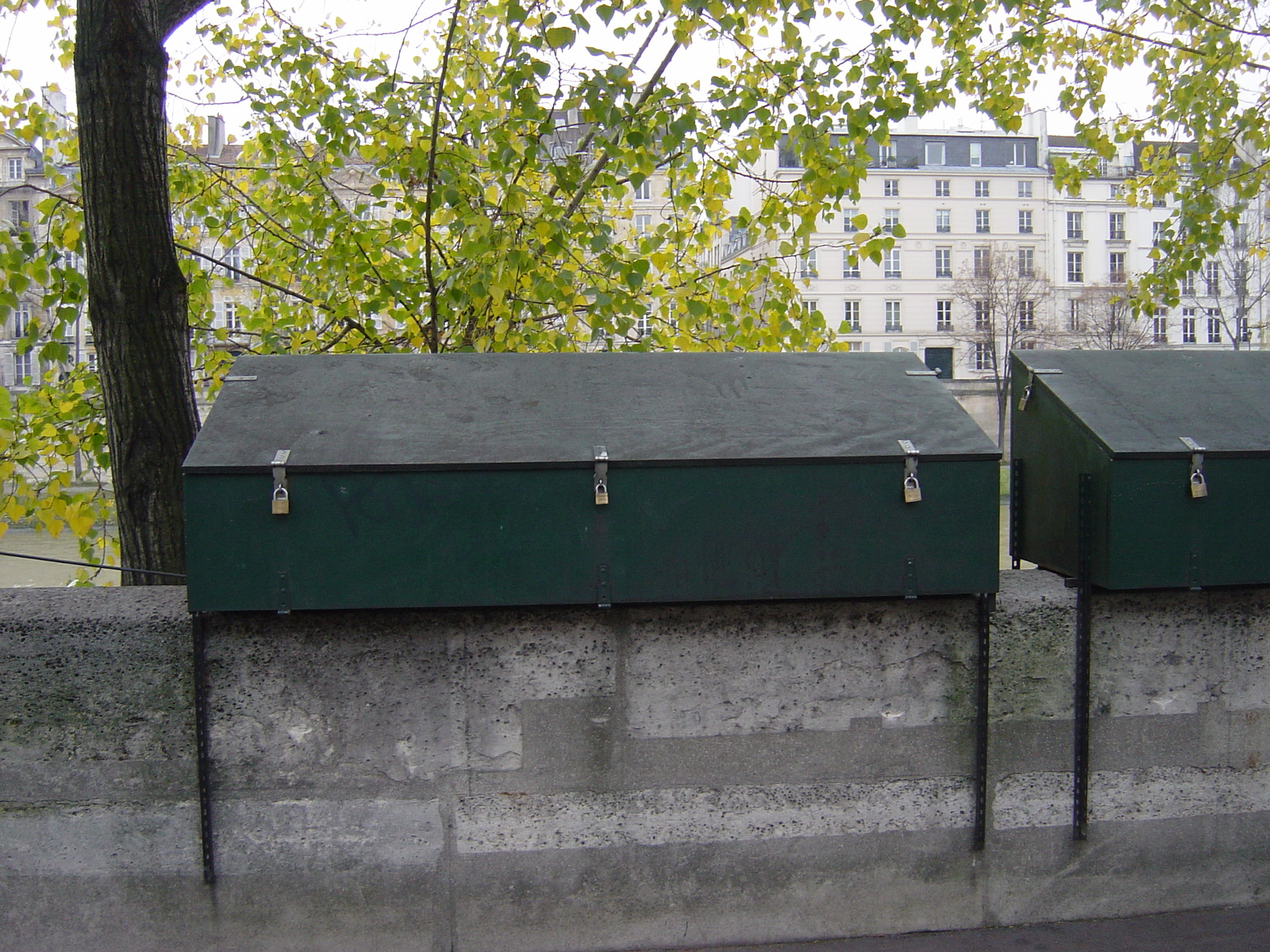
Uzavřený stánek

Tím, že jsou stánky instalované na více než třech kilometrech podél Seiny, staly se v roce 1991 součástí chráněného nábřeží Seiny zapsaného do světového dědictví UNESCO.
Pařížští bukinisté inspirovali i jiná města jako Ottawa, Peking nebo Tokio.